# Myiopharus
Myiopharus is een geslacht van vliegen (Brachycera) uit de familie van de sluipvliegen (Tachinidae). De wetenschappelijke naam van het geslacht is voor het eerst geldig gepubliceerd in 1889 door Brauer & Bergenstamm.

## Soorten
- M. aberrans (Townsend, 1916)
- M. americana (Bigot, 1889)
- M. ancilla (Walker, 1852)
- M. canadensis Reinhard, 1945
- M. dorsalis (Coquillett, 1898)
- M. doryphorae (Riley, 1869)
- M. floridensis (Townsend, 1892)
- M. infernalis (Townsend, 1919)
- M. levis (Aldrich and Webber, 1924)
- M. macella (Reinhard, 1935)
- M. moestus (Wulp, 1890)
- M. pirioni Aldrich, 1934
- M. securis Reinhard, 1945
- M. sedula (Reinhard, 1935)